# Rajasthan
Rajasthan er Indiens største delstat. Hovedstaden er Jaipur.

## Historie
I Rajtiden hed området "Rajputana" og var udgjort af flere snes indiske fyrstedomme, deraf Jaipur, Bikaner, Jodhpur, Kota, Bundi. Abubjerget i Syd-Rajasthan er helligt til Jainismen.